# Bundesautobahn 106
Die Bundesautobahn 106 (Abkürzung: BAB 106) – Kurzform: Autobahn 106 (Abkürzung: A 106) – war eine geplante Autobahn in Berlin.
Nach den ursprünglichen Planungen im Berliner Flächennutzungsplan 1965 sollte die damals geplante, später so bezeichnete Bundesautobahn 106 die sogenannte „Südtangente“ bilden und von Schöneberg über Kreuzberg und Alt-Treptow nach Köpenick führen. Dabei sollte sie sich am Kreuz Tempelhofer Ufer mit der A 103 kreuzen. Am Kreuz Oranienplatz sollte sie sich mit der A 102 kreuzen. Mit der A 100 war ein Kreuz Sonnenallee geplant.
Von der Einführung des Nummerierungssystems 1975 bis zur deutschen Wiedervereinigung trug die geplante Autobahn die Bezeichnung „A 16“.